# Lukáš Čmelík
Lukáš Čmelík (* 13. května 1996, Žilina) je slovenský fotbalový útočník a mládežnický reprezentant, od roku 2023 hráč FC Hradec Králové.

## Klubová kariéra
Svou fotbalovou kariéru začal v MŠK Žilina. V dubnu 2014 byl společně se spoluhráčem Petrem Lupčem vyřazen z disciplinárních důvodů z A-týmu. V letní přípravě jim dal trenér Adrián Guľa šanci a oba se do „áčka“ Žiliny vrátili. Do B-týmu byl přeřazen z disciplinárních důvodů opakovaně.
V lednu 2016 jej Žilina uvolnila na 1,5roční hostování s opcí na přestup do švýcarského klubu FC Sion. Během tohoto angažmá jej trápily zdravotní problémy, v květnu 2016 podstoupil operaci bederního kloubu poté, co si v únoru poranil slabiny. Na konci roku se vrátil do Žiliny.

V únoru 2017 odešel hostovat do polského prvoligového mužstva Piast Gliwice vedeného trenérem Radoslavem Látalem. V červnu 2017 se vrátil z hostování do Žiliny. Vzápětí se ze Žiliny stěhoval na přestup do DAC Dunajská Streda, opačným směrem putoval Róbert Polievka.V létě 2022 přestoupil do Jihočeského týmu SK Dynamo České Budějovice.
V roce 2023 přestoupil do klubu FC Hradec Králové.

## Reprezentační kariéra
Od roku 2012 reprezentoval Slovensko v týmech do 16 a 17 let. Poté nastupoval za výběry U19 a U21.